# NGC 6255
NGC 6255 (również PGC 59244 lub UGC 10606) – galaktyka spiralna z poprzeczką (SBc), znajdująca się w gwiazdozbiorze Herkulesa. Odkrył ją William Herschel 16 maja 1787 roku. Jest to galaktyka o niskiej jasności powierzchniowej.